# Nemoricantor vulgatus
Nemoricantor vulgatus är en insektsart som beskrevs av Andrej Vasiljevitj Gorochov 2007. Nemoricantor vulgatus ingår i släktet Nemoricantor och familjen syrsor. Inga underarter finns listade i Catalogue of Life.